# یواس‌اس پتریک هنری (اس‌اس‌بی‌ان-۵۹۹)
یواس‌اس پتریک هنری (اس‌اس‌بی‌ان-۵۹۹) (به انگلیسی: USS Patrick Henry (SSBN-599)) یک زیردریایی بود که طول آن ۳۸۱٫۶ فوت (۱۱۶٫۳ متر) بود. این زیردریایی در سال ۱۹۵۹ ساخته شد.